# Campidoglio (Topeka)
Il Campidoglio di Topeka (in lingua inglese Kansas State Capitol) è la sede governativa dello Stato del Kansas, negli Stati Uniti d'America.
Fu completato nel 1866 e costruito in stile neoclassico e neo-rinascimentale francese.